# Taça Federação Portuguesa de Futebol
La Taça Federação Portuguesa de Futebol fu una competizione calcistica portoghese organizzata dalla FPF nella stagione 1976-1977.
Furono organizzati tre distinti tornei per le squadre di Primeira, Segunda e Terceira Divisão. Al termine di una prima fase con gironi all'italiana si disputavano partite ad eliminazione diretta.

## Albo d'oro
- 1ª Divisão:  Braga
- 2ª Divisão:  Barreirense
- 3ª Divisão:  Bragança